# Intef I
Sehertawy Intef I là một lãnh chúa địa phương ở Thebes trong giai đoạn đầu Thời kỳ chuyển tiếp thứ Nhất và là vị vua đầu tiên của vương triều thứ 11 sử dụng một tên Horus. Intef đã trị vì từ 4 tới 16 năm vào khoảng năm 2120 TCN hoặc khoảng năm 2070 TCN, trong khoảng thời gian này ông có thể đã tiến hành chiến tranh với người hàng xóm phía Bắc của mình, vị nomarch Tjauti của Coptos. Intef đã được chôn cất trong một ngôi mộ saff tại El-Tarif, được biết đến ngày nay như là Saff el-Dawaba.

## Triều đại

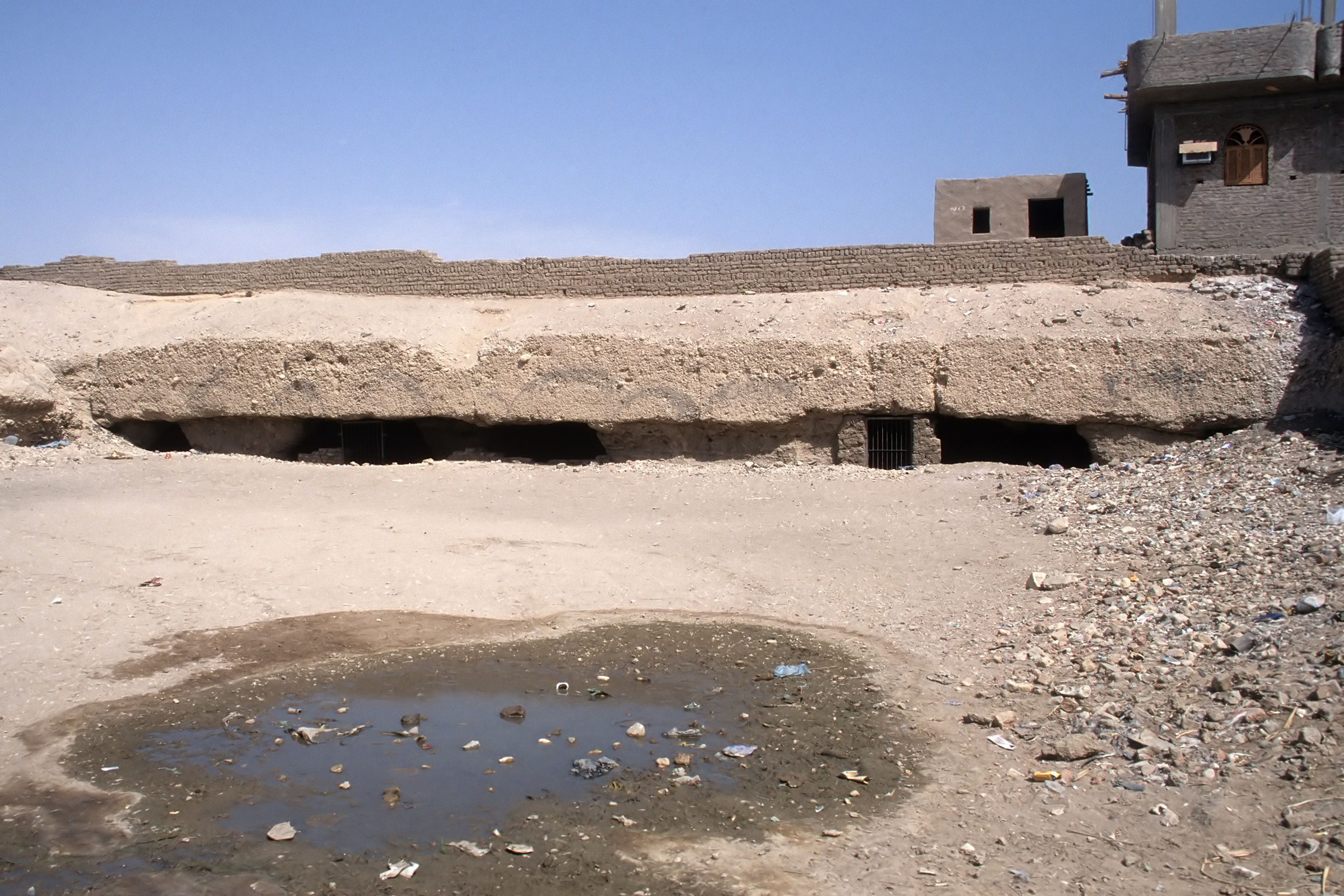
Sân ngôi mộ saff của Intef I, tại Saff el-Dawaba

Sehertawy Intef I là vị vua đầu tiên thuộc vương triều thứ 11 lấy tước hiệu pharaon cùng với Tên Horus Sehertawy mà được dịch theo nhiều cách khác nhau như là "Người tạo nên hòa bình ở hai vùng đất", "Ngài là người đem đến sụ yên ổn tới hai vùng đất" và "Người bình định hai vùng đất". Cha mẹ của Intef có thể là Mentuhotep I và Neferu I.
Bằng việc sử dụng một tên Horus cùng với cả hai vương miện, Intef đã tuyên bố bản thân mình là vua của toàn bộ Ai Cập. Tuy nhiên, quyền lực của ông đã không được các nomarch khác của Ai Cập thừa nhận, đứng đầu trong số đó là các vị vua của vương triều thứ 10 tại Herakleopolis Magna, những người cũng tuyên bố là pharaon và đồng mình hùng mạnh của họ là Ankhtifi, nomarch của Hierakonpolis, và là một thần tử trung trành của vương triều Herakleopolis. Vào thời điểm lên ngôi vua của Thebes, Intef có lẽ chỉ cai trị nome Thebes, nhưng người ta phỏng đoán rằng sau khi đánh bại Ankhtifi hoặc một trong số những người kế tục ông ta, Intef đã giành được 3 nome ở phía Nam của Thebes cho tới tận Elephantine và về phía bắc là toàn bộ những lãnh thổ nằm phía nam biên giới với nome Coptos. Mặt khác, điều này có thể đã được thực hiện bởi vị tiên vương của Intef là Mentuhotep I. Cả hai giả thuyết này hiện vẫn chỉ là phỏng đoán do sự thiếu thốn của các ghi chép lịch sử về thời kỳ này.
Intef I đã nhanh chóng bị lôi kéo vào một cuộc chiến tranh với những người hàng xóm phía bắc của mình. Một bức tranh tường mà được phát hiện bởi dự án Nghiên cứu các con đường sa mạc của Thebes tại Gebel Tjauti nằm ở phía tây bắc Thebes đã thuật lại sự hiện diện ở tại đó của "đội quân tấn công của con trai thần Ra, Intef". Người ta đã thừa nhận rằng dòng chữ này nhắc đến Intef I và binh sĩ của ông đang chiến đấu với vị normach của Coptos là Tjauti. Một bằng chứng ủng hộ cho giả thuyết này đó là một tấm bia đá bị mài mòn ở ngay gần đó được dựng bởi Tjauti, nó thuật lại việc xây dựng một con đường để cho phép người dân của ông ta vượt qua sa mạc "mà vị vua của nome khác đã chặn [khi ông ta tới để] chiến đấu với nome của ta...". Mặc dù không có tên gọi rõ ràng nào, Darell Baker và các nhà Ai Cập học khác cho rằng vị vua này có thể là Intef I hoặc vị vua kế vị của ông là Intef II. Trong bất cứ trường hợp nào, thất bại sảy đến sau đó của Tjauti cuối cùng đã đặt Koptos, Dendera và 3 nome của Hierakonpolis xuống dưới sự kiểm soát của phe Thebes, mở rộng vương quốc Thebes thêm 250 km về phía bắc cùng với một biên giới gần Abydos.

## Lăng mộ
Phức hợp tang lễ của Intef đã được đào trong một sườn đồi ở El-Tarif nằm trên bờ đối diện của sông Nile tại Thebes và được biết đến ngày nay như là Saff el-Dawaba. Địa điểm El-Tarif gồm có ba di tích lăng mộ hoàng gia, chúng được biết đến như là các ngôi mộ saff. Những chữ khắc được tìm thấy trong một ngôi mộ cho biết rằng nó thuộc về Wahankh Intef II, vị vua kế vị của Intef I. Ngược lại, Saff el-Dawaba không có các chữ khắc nhưng lại có chứa những mẫu đồ gốm có niên đại sớm nhất được tìm thấy ở El-Tarif và nhờ vào lý do này nó thường hay được quy cho là thuộc về Intef I.
Saff el-Dawaba gồm có một sân lõm lớn với kích thước 300 nhân 75 mét (984 ft × 246 ft), phía đằng sau của nó là một hàng cột dẫn tới nhà nguyện tang lễ được đục vào trong ngọn đồi và ở hai bên là hai căn phòng. Căn phòng chôn cất của Intef I đã được đào bên dưới nhà nguyện tang lễ.

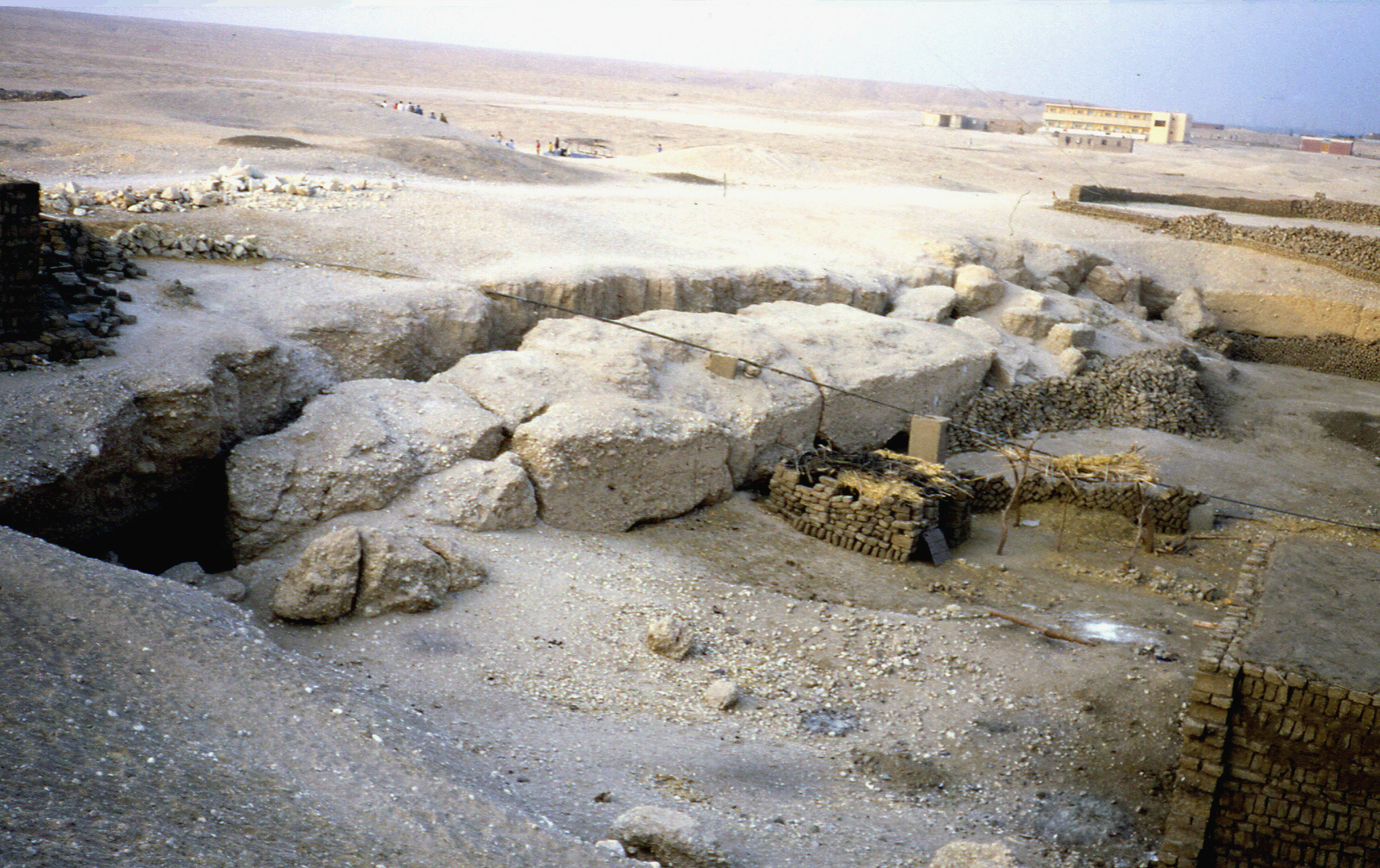
Sân ngôi mộ của Intef I.
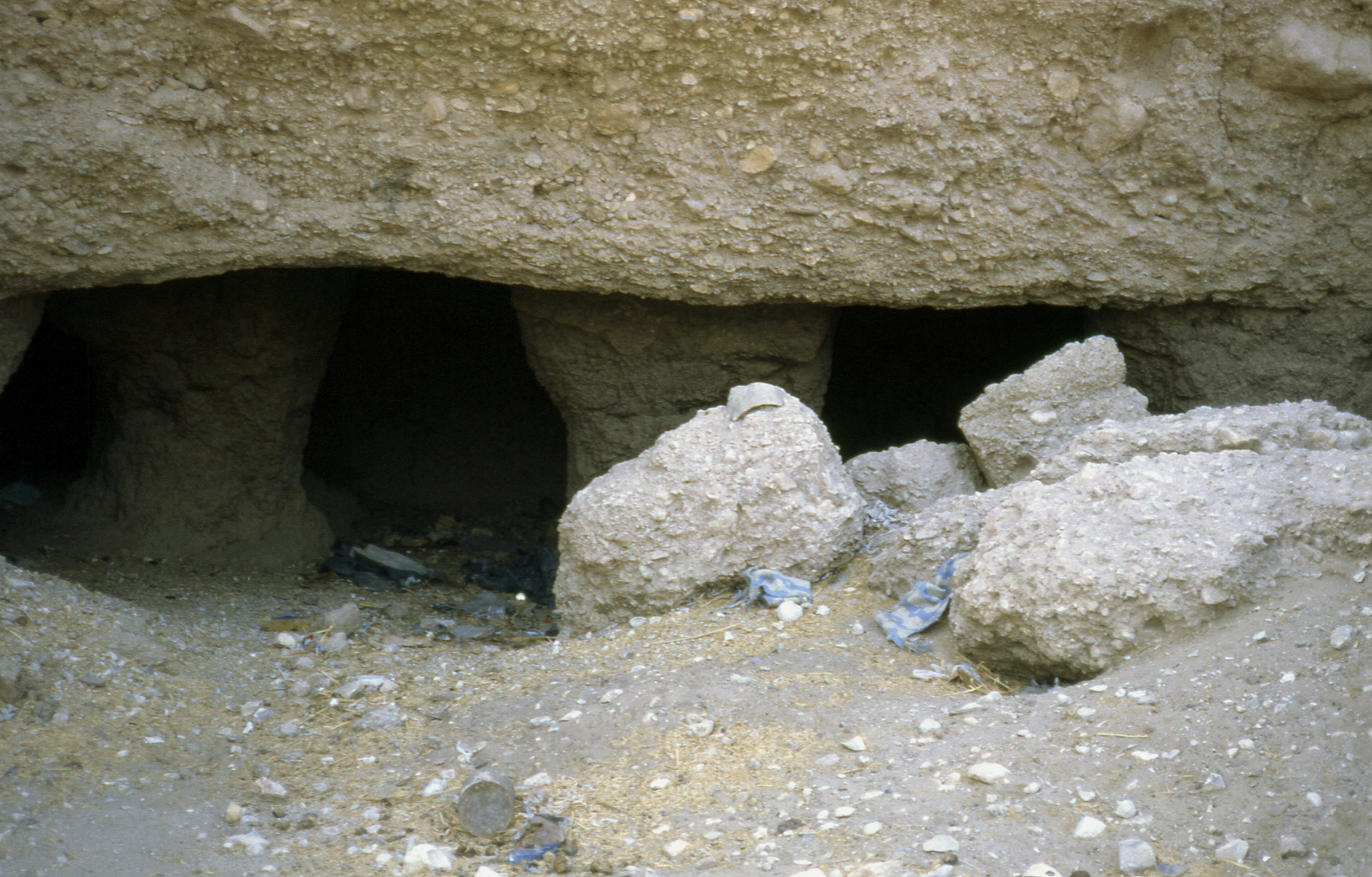
Hành lang của ngôi mộ, các cây cột trụ đã bị chôn vùi một nửa trong cát.
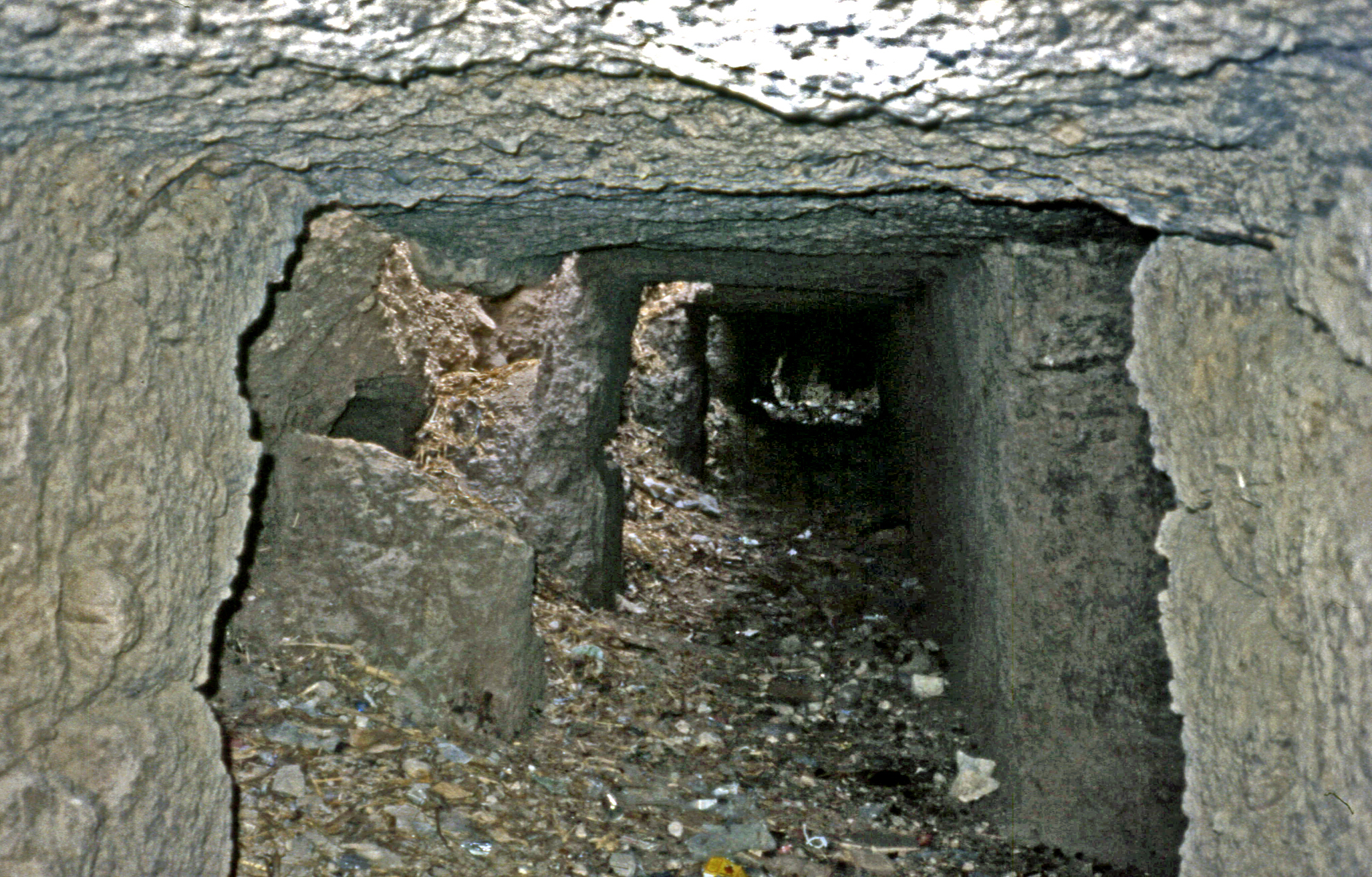
Hành lang cột ở phía trước phòng chôn cất.
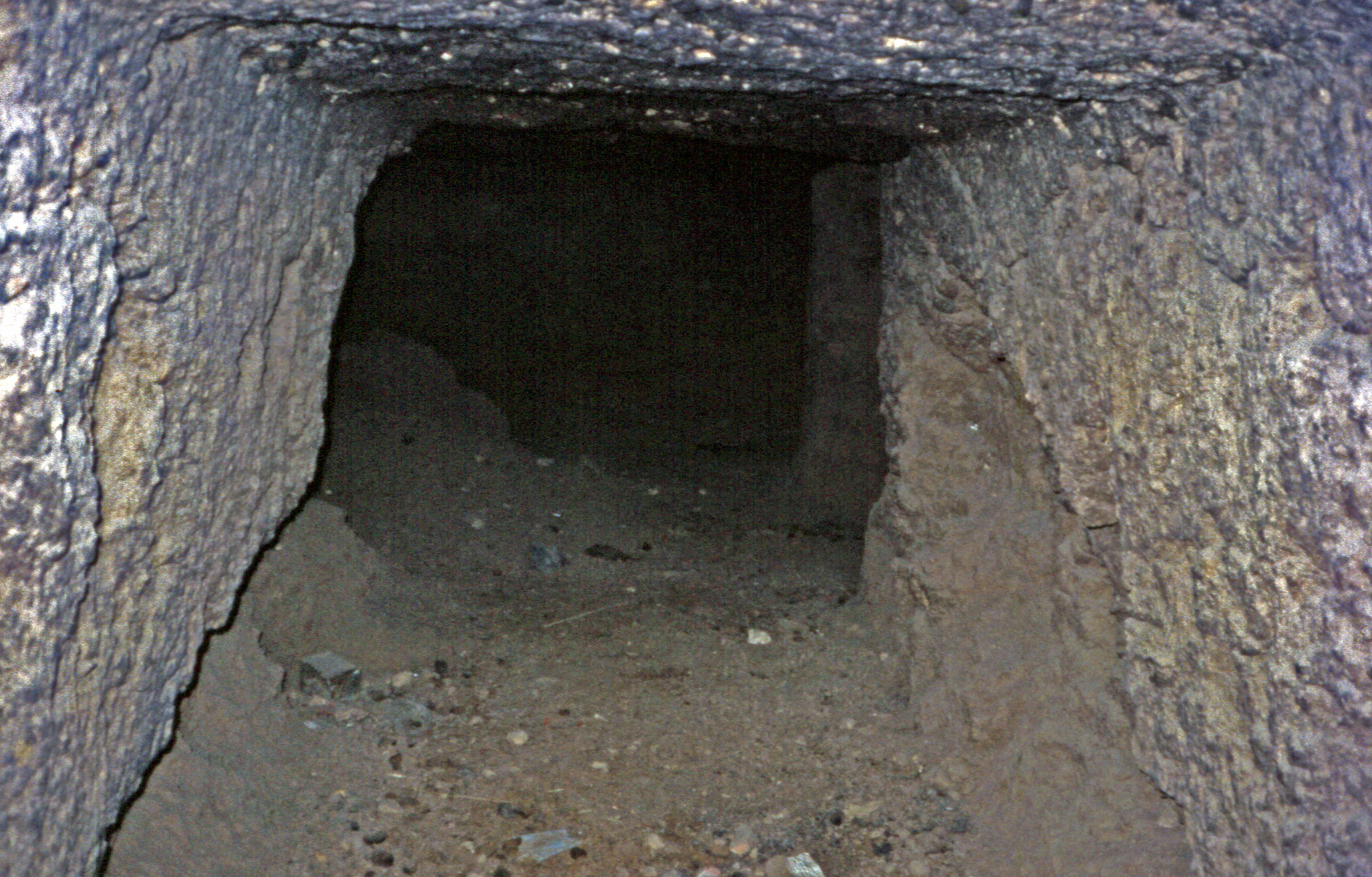
Căn phòng chôn cất.